# Hans Sauter (Turner)

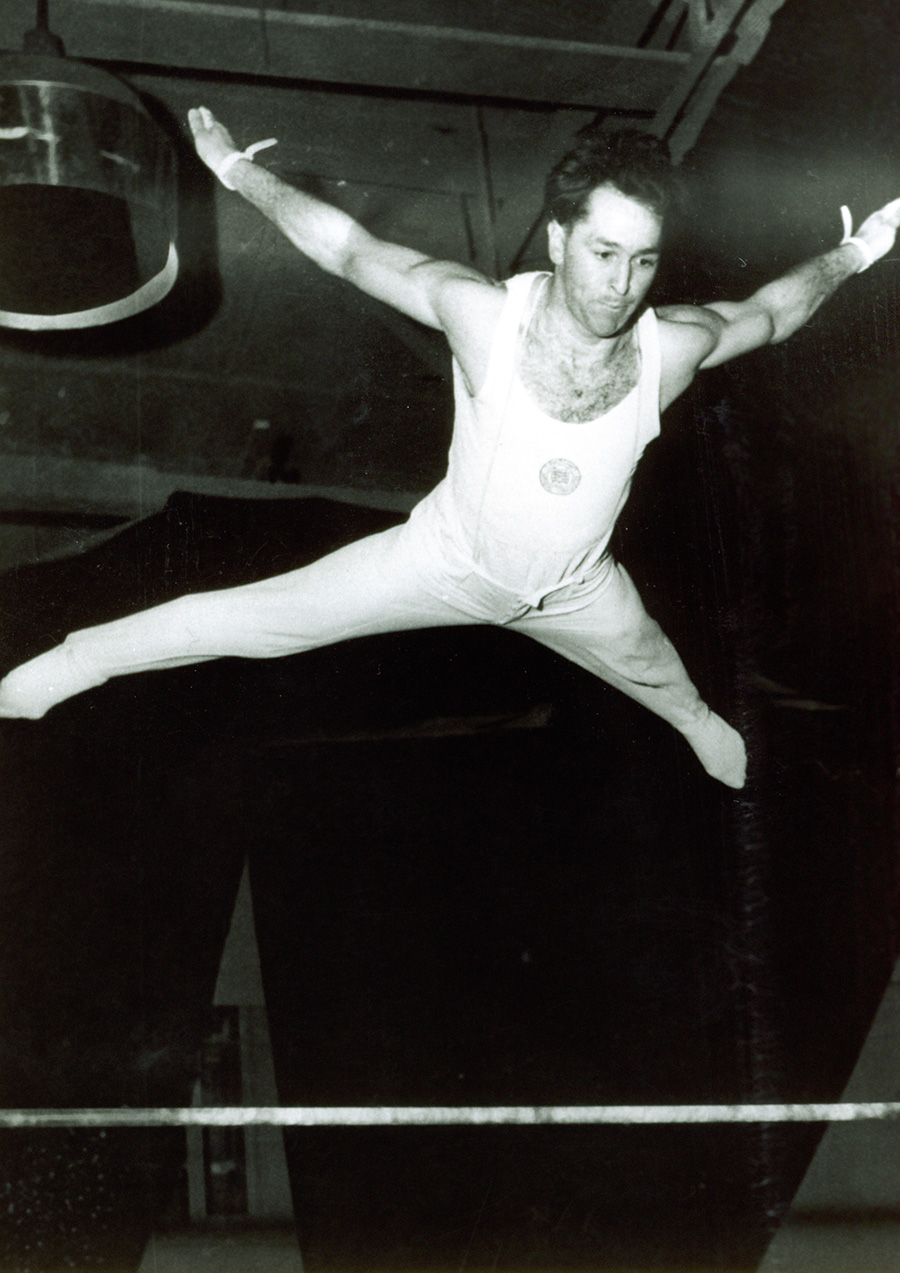
Das Reck war neben dem Pauschenpferd die Spezialdisziplin von Hans Sauter.

Hans Sauter (* 6. Juni 1925 in Bregenz/Vorarlberg; † 1. Oktober 2014 ebenda) war ein österreichischer Kunstturner.
Hans Sauter nahm an vier Olympischen Spielen teil, mit 43 Staatsmeistertiteln führt er die Statistik des ÖFT an. Bei den Europameisterschaften in Frankfurt 1955 holte er die Bronzemedaille am Pauschenpferd.

## Karriere
Im Jahr 1938 trat Hans Sauter als 13-Jähriger dem Turnverein Bregenz Vorkloster bei. Er gehörte zum hoffnungsvollen Nachwuchs, als er 1943 zum Kriegsdienst in der Kriegsmarine eingezogen und am Reichskriegshafen in Kiel stationiert wurde. Nach dem Ende des Zweiten Weltkriegs stieg er 1946 wieder ins Training ein und beherrschte den österreichischen Turnsport bis ins Jahr 1960. Zu den Trainingsbedingungen der damaligen Zeit sagte Hans Sauter: „Technisches Know How zum Erlernen der Kunstturn-Übungen war rar. Ich habe mich großteils selbst unterrichtet. Die Turnhalle war im Winter meistens ungeheizt, aber ich habe trotzdem jede freie Zeit ausgenützt, um mein Können zu verbessern.“
Den wichtigsten Titel im Mehrkampf des Kunstturnens holte er in den Jahren 1949, 1950, 1951, 1952, 1953, 1955 1956 und 1959. Dazu kamen 35 weitere Staatsmeistertitel an den Einzelgeräten. In der ewigen Bestenliste des ÖFT führt Hans Sauter mit insgesamt 43 Staatsmeistertiteln vor Thomas Zimmermann mit 38 Titeln.
Internationale Platzierungen:
- Olympia  1948 in London: 9. Team, 36. Pauschenpferd, 66. Zwölfkampf (6× Pflicht und 6× Kür)
- Olympia  1952 in Helsinki: 6. Pauschenpferd im Feld von 200 Aktiven, 11. Team, 22. Zwölfkampf
- Olympia  1956 in Melbourne: 38. Ringe, 60. Zwölfkampf
- Olympia  1960 in Rom: 16. Team, 79. Zwölfkampf
- Weltmeisterschaft 1954 in Rom: 13. Team
- Europameisterschaft 1955 in Frankfurt: 3. Pauschenpferd, 14. Zwölfkampf

## Nationaltrainer
Schon während seiner aktiven Zeit engagierte sich Hans Sauter als österreichischer Nationaltrainer. Seine Kenntnisse über den Turnsport gab er in Referaten, Kursen und Fortbildung|Fortbildungen ab 1953 weiter. Nach dem Ende seiner Karriere im Jahr 1960 forcierte er Anfänge der Kaderbildung. In der Vereinshalle der Turnerschaft Wolfurt trainierte eine junge Gruppe begabter Kunstturner aus verschiedenen Vereinen unter der Leitung von Hans Sauter. In einer Bilanz dieser Trainertätigkeit sagte Hans Sauter: „Während in den Ländern des Ostblocks in den 1960er Jahren bereits wissenschaftlich unter der Leitung von akademisch ausgebildeten Trainern gearbeitet wurde, reichten unsere damaligen Bedingungen bei uns mit den Trainingseinheiten nach Feierabend nicht aus, um internationale Spitzenturner herauszubilden. Was mehr zählte, war ein anderer Effekt dieses ersten Kunstturner-Kaders: Aus der Gruppe wuchsen zahlreiche Leute heraus, die sich nachhaltig in der Vereins- und Verbandsarbeit engagierten. So war die Weiterentwicklung des Vorarlberger Turnsports gesichert.“

## Anerkennung im In- und Ausland
In der Presse der 1950er und 60er Jahre wurden die Leistungen von Hans Sauter gebührend gewürdigt. Er wurde in der Hamburger Tageszeitung als besonders eleganter Pferdturner von Weltklasseformat bezeichnet. Hohes Ansehen erlangte er auch durch sein bescheidenes und vorbildliches Auftreten. Bei Gratt u. a. (1996, S. 18) findet sich folgendes Zitat: „(…) Seine Energie im Training, seine Eleganz am Gerät, seine Zurückhaltung und Bescheidenheit machten ihn zur turnerischen Ausnahmeerscheinung.“
Der Vater zweier Töchter arbeitete bis zu seiner Pensionierung als Landesbediensteter in Bregenz.